# Sytuacja prawna i społeczna osób LGBT we Włoszech

Tęczowa flaga – symbol społeczności LGBT

Tęczowa flaga w kształcie Włoch

## Prawo wobec kontaktów homoseksualnych
Kontakty homoseksualne zostały zalegalizowane we Włoszech w 1890 roku (ówczesna Toskania w 1861 roku). W tym samym roku zrównano ze sobą wiek osób legalnie dopuszczających się kontaktów homo- i heteroseksualnych, wynosi on 14 lat. Geje nie są wykluczeni ze służby wojskowej z powodu swojej orientacji seksualnej. We włoskim prawie nie ma żadnych przepisów bezpośrednio dyskryminujących osoby homoseksualne.
Partie polityczne, takie jak zieloni – VERDI, socjaliści – DS, SDI, liberałowie – DL, komuniści – PdCi oraz inne, popierają prawa gejów i lesbijek. Partie prawicowe są im zdecydowanie przeciwne.

## Ochrona prawna przed dyskryminacją

### Ogólnokrajowa
Włoskie prawo gwarantuje pewien zakaz dyskryminacji przez wzgląd na orientację seksualną. Obejmuje on miejsce pracy oraz inne dziedziny życia. Przepisy te obowiązują w kraju od 2003 roku.
Włoska konstytucja gwarantuje wszystkim obywatelom równość wobec prawa i zakazuje dyskryminacji z jakiejkolwiek przyczyny. Nie ujmuje ona jednak wprost orientacji seksualnej jako jednej z chronionych kategorii.

### Regionalna
Kilka regionów: Toskania, Piemont oraz Emilia-Romania zakazały prawnie homofobicznych wypowiedzi pod adresem homoseksualistów w 2004 roku. Kolejne prowincje zamierzają pójść w ich ślady.
Azyl
Włoskie przepisy prawne nie przyznają prawa osobom do ubiegania się o azyl polityczny z powodu prześladowań przez wzgląd na orientacje seksualną we własnym kraju.

## Uznanie związków osób tej samej płci

### Ogólnokrajowe
W maju 2016 roku Izba Deputowanych Włoch uchwaliła ustawę o związkach cywilnych osób tej samej płci. Na mocy ustawy o związkach partnerskich geje i lesbijki we Włoszech mogą korzystać z małżeńskich przywilejów takich jak: wspólnota majątkowa, dziedziczenie czy przejmowanie praw emerytalnych po zmarłym/ej małżonku/ce. Ustawa nie umożliwia im natomiast adoptowania dzieci.
Włoski parlament włączył „grupę osób pozostających w nieformalnym związku, powiązaną uczuciami”, do oficjalnej definicji rodziny w prawie. Nowa definicja daje konkubentom kilka praw np. dziedziczenie.

### Regionalne
Od lipca 2004 roku kilka włoskich regionów uznaje tzw. „coppi di fatto” (faktyczne pary), czyli formalne konkubinaty między osobami tej samej i przeciwnej płci. Konkubinat taki zapewnia tylko pewne prawa, z tych jakie mają małżeństwa. Inne regiony rozważają, bądź już wprowadziły podobną regulację prawną.
| Region             | Data uznania     |
| ------------------ | ---------------- |
| Toskania           | 17 lipca 2004    |
| Umbria             | 29 lipca 2004    |
| Emilia-Romania     | 14 września 2004 |
| Kampania           | 19 września 2004 |
| Marche             | 6 grudnia 2004   |
| Wenecja Euganejska | 1 marca 2005     |
| Apulia             | 9 grudnia 2005   |
| Lacjum             | 14 grudnia 2005  |
| Liguria            | 16 marca 2006    |
| Abruzja            | 20 kwietnia 2006 |

## Życie osóbLGBTw kraju
Włosi należą do społeczeństw tolerancyjnych wobec osób LGBT.
Według sondażu Pew Global Attitudes Project z 2002 roku 72% Włochów akceptuje homoseksualność.
Według sondażu IPSOS wprowadzenie rejestrowanych związków partnerskich popiera 74% Włochów, przeciw jest 22%. Według sondażu Eurobarometr, wykonanego na zlecenie UE w 2006 roku, 31% Włochów popiera legalizacje małżeństw homoseksualnych, a 24% nadanie praw adopcyjnych dla osób tej samej płci.
Jak wynika z badania opinii publicznej przeprowadzonego w 2007 roku dla włoskiej edycji miesięcznika Focus, 64% Włochów uważa kontakty homoseksualne za zachowanie „naturalne”, a niecałe 30% uważa je za „coś nienaturalnego”. Ponadto 76% obywateli Włoch jest za tym, by osoby homoseksualne otwarcie przyznawały się do swojej orientacji. Jednocześnie 95% ankietowanych chce przyjaźnić się z takimi osobami.
W 2007 roku kontrowersje w kraju wywołała zorganizowana przez władze Toskanii w porozumieniu z włoskim ministerstwem do spraw równouprawnienia kampania przeciw homofobii w formie plakatów przedstawiających zdjęcie noworodka z napisem „homoseksualista” na opasce na przegubie. Jej pomysłodawcy twierdzą, że wizerunek ten miał uświadomić społeczeństwu, że homoseksualizm „nie jest wyborem, ale niezmiennym faktem, który należy szanować”. Przeciw tej kampanii protestowali politycy z centroprawicy, a w Izbie Deputowanych pojawiły się żądania wszczęcia dochodzenia w tej sprawie.
We Włoszech istnieje duża scena gejowska, skoncentrowana w Rzymie i Mediolanie. W tych miastach znajdują się dziesiątki lokali (puby, bary, dyskoteki) gejowskich i przyjaznych gejom tzw. Gay-friendly. Nieco mniejszą sceną dysponują Florencja, Bolonia, Turyn i Neapol. Ponadto w każdym dużym (ponad 100 tys. mieszk.) mieście i w niektórych mniejszych istnieje przynajmniej jeden Gay-friendly lokal.
Wydawane są tu publikacje, działają liczne organizacje o zasięgu ogólnokrajowym i regionalnym, zajmujące się niesieniem pomocy przedstawicielom LGBT. W kraju organizowane są manifestacje osób homoseksualnych – parady CSD. Największą tego typu manifestacją jest parada w Mediolanie, która co roku gromadzi dziesiątki tysięcy uczestników (w 2005 r. – 100 000 osób), czy mniejsza w Rzymie (w 2005 r. – 40 000 osób). We Włoszech funkcjonuje również kanał telewizyjny o tematyce homoseksualnej – Gay TV.
Dominującą religią we Włoszech jest katolicyzm (86% wyznawców). Wielu księży katolickich w 2021 roku zdecydowało się błogosławić pary jednopłciowe. Większość włoskich katolików popiera cywilne małżeństwa jednopłciowe.